# Berlandina potanini
Berlandina potanini är en spindelart som först beskrevs av Schenkel 1963.  Berlandina potanini ingår i släktet Berlandina och familjen plattbuksspindlar. Inga underarter finns listade.